# Maciej Gąsiorek
Maciej Gąsiorek (ur. 6 lipca 1965 w Sopocie) – polski aktor teatralny, filmowy i dubbingowy.

## Życiorys
W 1992 roku ukończył studia na Wydziale Aktorskim we Wrocławiu Państwowej Wyższej Szkoły Teatralnej im. Ludwika Solskiego w Krakowie.
Przez 3 lata (1992–1995) występował w Teatrze Miejskim w Gdyni, w latach 1995–2007 zatrudniony był w Teatrze Nowym w Warszawie. W 2007 został aktorem stołecznego Teatru Rampa na Targówku. Doświadczenie uzyskał także w Teatrze Polskiego Radia i Teatrze Telewizji, w filmach i serialach. Dzieciom znany z programu telewizyjnego Budzik.
W 1999 roku Maciej Gąsiorek był jednym z reżyserów i konferansjerem czasu oczekiwania na przyjazd papieża Jana Pawła II na Sopockim Hipodromie.
W 2007 roku prowadził 19-odcinkowy program dokumentalny dla Discovery TVN Historia pt. Wrzesień 1939, który szczegółowo opisywał wydarzenia kampanii polskiej.

## Filmografia
- 1987: Zielony pokoik (etiuda szkolna) – obsada aktorska
- 1994: Szczęście na telefon (spektakl telewizyjny) – obsada aktorska
- 1994: Radio Romans – policjant Jacek Jąkała (odc. 18, 24)
- 1996: Notatki stanu wojennego (spektakl telewizyjny) – obsada aktorska
- 1996: Boso, ale w ostrogach (spektakl telewizyjny) – Włodzimierz
- 1997: Kram z piosenkami (spektakl telewizyjny) – obsada aktorska
- 1997: 13 posterunek – sanitariusz ze szpitala psychiatrycznego (odc. 5)
- 1998–2002: Złotopolscy – Mieczysław, policjant na Dworcu Głównym
- 2002: Święta polskie – żandarm niemiecki (odc. Wszyscy święci)
- 2002: Na dobre i na złe – Ryszard, przyjaciel Filipa (odc. 117)
- 2002: Kasia i Tomek – policjant, znajomy Stefana (odc. 23 seria I tylko głos)
- 2003: Kasia i Tomek – świadek (odc. 31 seria II)
- 2003: Kasia i Tomek – strażnik (odc. 12 seria III)
- 2003: Samo życie – klient Cafe Kredens (odc. 139)
- 2004: M jak miłość – Jarosław Morawski, trener koszykarzy na wózkach inwalidzkich (odc. 267)
- 2005: Pensjonat pod Różą – dziennikarz Jerzy (odc. 82-83)
- 2005: Pierwsza miłość – Jerzy Dąbrowski, właściciel pieczarkarni
- 2005: Parę osób, mały czas – robotnik
- 2005: Kryminalni – dozorca (odc.15)
- 2006: Syn gwiazd – dwal
- 2006: Ja wam pokażę! – policjant
- 2006: Ale się kręci – Jerzy Nakręt, fotoreporter Świata Gwiazd (odc. 6)
- 2007: Egzamin z życia – menadżer klubu (odc. 70)
- 2007: Chryje z polską czyli rzecz o Stanisławie Wyspaińskim (spektakl telewizyjny) – towarzysz II
- 2007: Klan – Dyrektor liceum
- 2008: WW II. Behind closed doors. Stalin, the nazis and the west (spektakl telewizyjny) – obsada aktorska
- 2008: Doręczyciel – wodzirej (odc. 3)
- 2009: Piksele – Sushi master
- 2009: Sąd rodzinny (serial telewizyjny) – Robert Faliński (odc. 92)
- 2010: Duch w dom – śmieciarz (odc. 6)
- 2011: Ojciec Mateusz – Łuczak (odc. 75)
- 2012: Barwy szczęścia – klient Zwoleńskiego (odc. 754)
- 2013: Tajemnica Westerplatte – mężczyzna
- 2014: Prawo Agaty – klient Bartosza i Justyny (odc. 60)
- 2014: Kochanie, chyba cię zabiłem – komendant
- 2014: Barwy szczęścia – policjant (odc. 1115)
- 2015: Przyjaciółki – majster Grzegorz (odc. 55-56)
- 2015: Prokurator – ślusarz (odc.5)
- 2016: Zerwany kłos – wieśniak
- 2016: Druga szansa – taksówkarz (odc. 1 seria I)
- 2017: O mnie się nie martw – świadek (odc.90)
- 2017: Na Wspólnej – ojciec Anety
- 2017: Dziewczyny ze Lwowa – klient lwowskiej restauracji (odc. 25)
- 2018: Pierwsza miłość – Maciej Błachnio
- 2019-nadal: Ojciec Mateusz – ks. Tomasz Warnecki (od odc. 275)

- 2019: Gabinet nr 5 – Janusz Wójcik (odc. 3,5-6,9,12-13)
- 2020: Leśniczówka – mężczyzna (odc. 316)

- 2020:- 2022: Święty – Jeremi (109-113)

### Polski dubbing
- 2011: Happy Feet: Tupot małych stóp 2
- 2010: Legendy sowiego królestwa: Strażnicy Ga’Hoole
- 2009: Harry Potter i Książę Półkrwi
- 2007: Przygody Sary Jane
- 2007: Złoty kompas
- 2005: Roboty
- 2004: Garfield
- 2004: Nascar 3D –
  - Fatback McSwain,
  - Bingo Baker
- 2004: Ekspres polarny
- 2002: Harry Potter i Komnata Tajemnic
- 1999–2000: Sabrina
- 1997: Koty nie tańczą
- 1987–1990: Kacze opowieści (Druga wersja dubbingowa z 2007 roku)